# Amphithéâtre de Leptis Magna
L'amphithéâtre de Leptis Magna est construit en 56 ap. J.-C. dans la cavité d'une ancienne carrière. Il est situé à l'est de la ville romaine de Leptis Magna, à quelques centaines de kilomètres à l'est de Carthage (aujourd'hui près de Tripoli, en Libye).

## Histoire

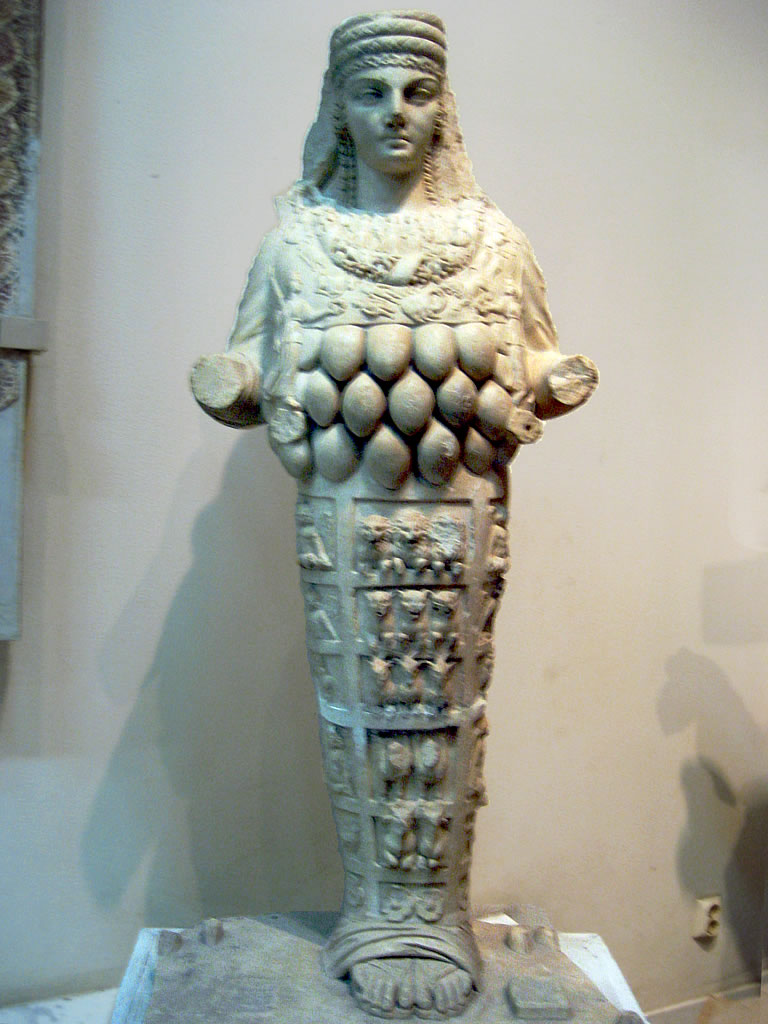
L'Artémis d'Éphèse, découverte près de l'amphithéâtre - Musée de Tripoli

Une inscription dédicatoire permet de dater avec précision l'inauguration de l'amphithéâtre en l'année 56, au début du règne de Néron,.
Dans d'autres inscriptions latines retrouvées dans les ruines, les magistrats de Leptis Magna rappellent les spectacles qu'ils ont donnés dans l'amphithéâtre : combats de gladiateurs à l'occasion des élections quinquennales, en d'autres occasions, fourniture de dix bêtes sauvages ou de quatre bêtes féroces et dentées,.
L'amphithéâtre comme le reste de Leptis Magna est endommagé par le violent tremblement de terre de la période 306-310. Un autre tremblement de terre d'épicentre en Crète suivi d'un tsunami dévaste de nouveau la ville le 21 juillet 365. La cité que récupère Justinien en 533 s'enferme dans une muraille qui laisse en dehors l'amphithéâtre et le cirque.
Leptis Magna est désertée lors des invasions arabes et l'amphithéâtre disparait sous les sables pendant des siècles. Henri Méhier de Mathuisieulx ne vit au début du XXe siècle à côté du cirque qu'une dépression ovale d'environ 80 m dans son plus grand axe, dépourvue de toute trace de construction, et douta que ce fût un amphithéâtre,. 
L'occupation de la Tripolitaine à partir de 1911 par l'Italie permet les premières fouilles archéologiques. Une statue représentant l'Artémis d'Éphèse est exhumée près de l'amphithéâtre en 1912. Son image est reprise sur les timbres de la poste coloniale italienne comme déesse de l'Abondance, symbole de la Tripolitaine. La volonté de montrer la grandeur de Rome durant la période fasciste voit la mise à disposition de moyens considérables pour dégager la cité antique, désensabler son amphithéâtre et en restaurer une partie des gradins.

## Localisation
L'amphithéâtre est situé à l'Est de la ville antique, creusé dans une petite colline à environ un kilomètre de l'oued Lebda et du port. Il est séparé du rivage par l'hippodrome, auquel il est relié par un tunnel de circulation.
Cette localisation au bord de la ville facilitait l'arrivée et la dispersion de la foule des spectateurs venant de la ville et des campagnes environnantes.  

## Architecture

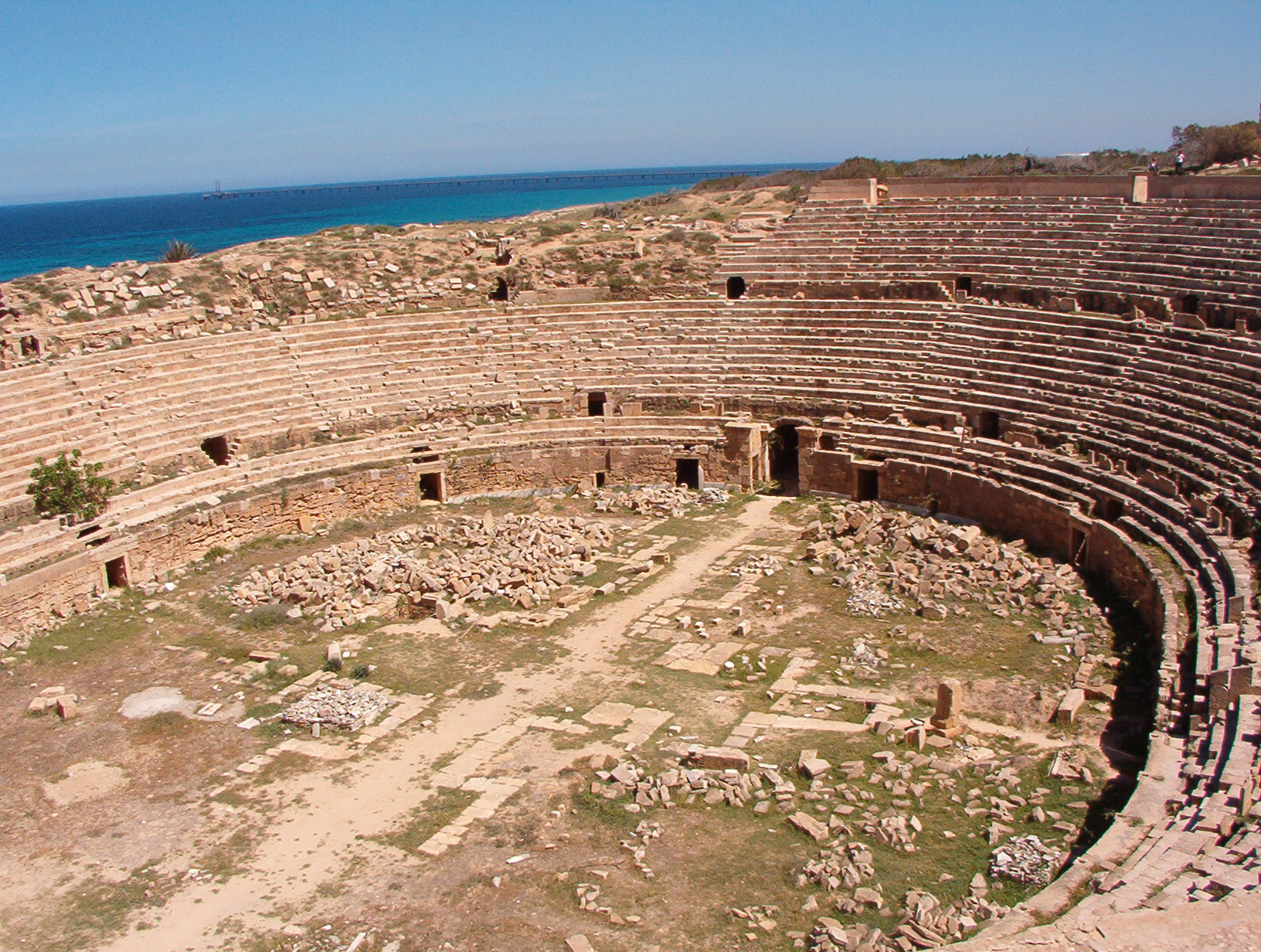
Aménagements de l'arène : couloirs actuellement comblés ; les trous destinés au montant de filet de protection sont visibles au sommet du mur de protection (en bas à droite de la photo)

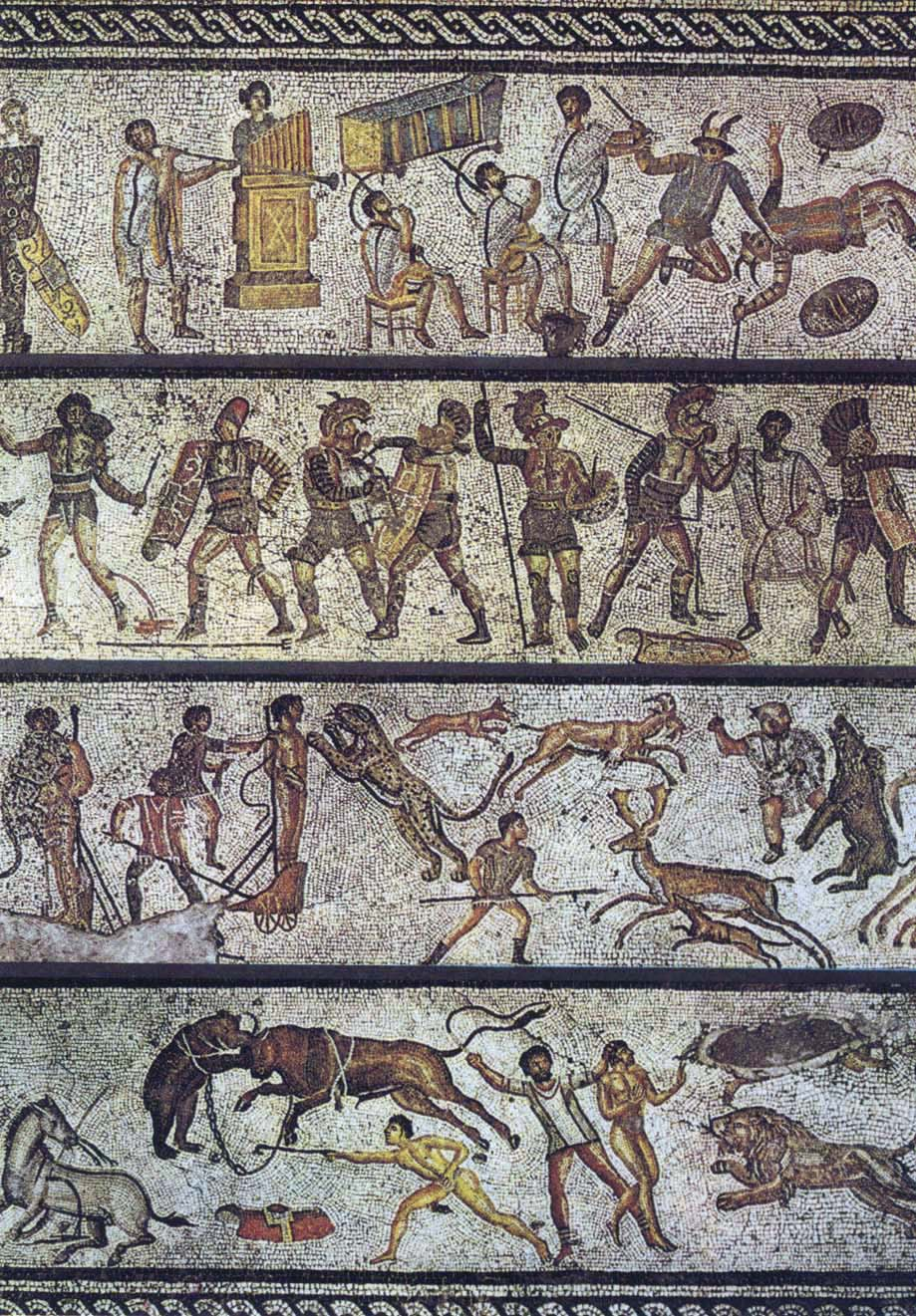
Mosaïques de la villa romaine de Zliten, illustrant les spectacles montrés dans l'amphithéâtre

La forme de l'amphithéâtre est particulière et ne suit pas le plan classique en ellipse des amphithéâtres romains. Il est formé de deux demi-cercles rattachés par de courtes parties rectilignes, il mesure extérieurement 121 mètres par 111 mètres, avec une arène intérieure de 57,2 mètres sur 47,3 mètres. Cette architecture, équivalente à deux théâtres accolés face à face, est exceptionnelle dans le monde romain. Jean-Claude Golvin émet l'hypothèse d'un édifice adapté à une nouvelle formule de spectacle créée par Néron, figurant des concours musicaux et des compétitions athlétiques et équestres, en plus des classiques chasses et combats de gladiateurs. Les extrémités en demi-cercle de l'édifice offrent une meilleure acoustique pour les spectacles musicaux, phénomène connu des architectes romains. L'amphithéâtre en bois construit au début du règne de Néron sur le Champ de Mars aurait pu suivre un plan similaire, mais il n'en reste aucune trace après le grand incendie de Rome en 64, tandis que le programme de spectacles instaurés par Néron disparait avec lui. Ceci est la seule hypothèse explicative d'une architecture sans équivalent.
Les spectateurs gagnaient l'amphithéâtre par des tranchées d'accès creusées dans la colline, dont la principale était bordée de monumentales colonnes ioniques. Les gradins étaient desservis par des galeries intérieures annulaires. 
Le nombre de places disponibles dans l'amphithéâtre est estimé selon les sources de 12 000 à 16 000 places. Les gradins sont divisés en trois niveaux. Le plus bas comporte trois gradins, desservis par un couloir derrière le troisième gradin et s'ouvrant par huit portes. Ces gradins sont réservés aux notables et comportent deux tribunes d'honneur situées aux extrémités du petit axe, places centrales qui offrent la meilleure acoustique et la meilleure vue : la loge de l'organisateur des jeux (editoris tribunal) et en face du côté sud la loge impériale (pulvinar), face à la brise de mer. Ces loges sont entourées par les sièges réservés aux notables, repérés par des inscriptions. Les gradins intermédiaires et supérieurs sont au nombre de onze chacun, et sont séparés par un mur bordant le couloir d'accès.
Le sous-sol de l'arène est aménagé de couloirs transversaux selon le grand et le petit axe et de trappes, dont les murs affleurent le niveau du sol. En 2011, ce sous-sol n'a toujours pas été fouillé. Un mur de 2,85 mètres de hauteur ceinture l'arène. Au sommet de ce mur, des pierres blanches espacées régulièrement tous les 2,4 mètres et percées de trous devaient supporter des poteaux entre lesquels on tendait un filet pour protéger les spectateurs d'éventuels bonds des animaux. Les gladiateurs entraient dans l'arène par deux grandes entrées sous arche aux extrémités du grand axe, tandis que dix ouvertures plus petites reliées par une galerie de service permettaient d'envoyer les fauves dans l'arène. 
Au niveau de la colline et au sommet des gradins, des nombreux voussoirs trouvés sur place indiquent qu'une colonnade en arcades entourait l'amphithéâtre, seule partie architecturale au sommet de la colline visible de loin. Elle comportait du côté sud du petit axe un petit temple. Cette chapelle pourrait être consacrée à Némésis, déesse tutélaire des amphithéâtres, dont l'autel de pierre a glissé jusque dans l'arène, où il se trouve actuellement. Il pouvait également abriter la statue représentant l'Artémis d'Éphèse, trouvée dans le secteur de l'amphithéâtre, à moins qu'elle ne soit qu'un élément de la décoration de la colonnade.